# Boa Vista do Ramos
Pour les articles homonymes, voir Boa Vista (homonymie).
Boa Vista do Ramos est une municipalité brésilienne de l'État d'Amazonas .